# Đường hầm tới mùa hạ - Lối thoát của biệt ly
Đường hầm tới mùa hạ - Lối thoát của biệt ly (Nhật: 夏へのトンネル、さよならの出口 Hepburn: Natsu e no Tonneru, Sayonara no Deguchi, dịch: Đường hầm đến mùa hạ, lối ra của lời chào tạm biệt) là một ấn phẩm light novel do Hachimoku Mei viết và Kukka minh họa, Shogakukan xuất bản bộ truyện dưới ấn hiệu Gagaga Bunko vào tháng 7 năm 2019. Manga chuyển thể Natsu e no Tonneru, Sayonara no Deguchi do Koudon thực hiện, và đăng tải trên tạp chí seinen manga Monthly Sunday Gene-X của Shogakukan từ tháng 7 năm 2020. Tác phẩm anime điện ảnh chuyển thể của xưởng CLAP đã ra mắt vào tháng 9 năm 2022.

## Nội dung
Lấy bối cảnh tại một thành phố hư cấu nơi có Ga Kasaki, có một truyền thuyết đô thị về "Đường hầm Urashima", một đường hầm có khả năng thực hiện điều ước của một người—nhưng phải trả giá. Kaoru Touno là một học sinh trung học ở một thị trấn nông thôn ở Nhật Bản, sống khép kín và về nhà mỗi ngày trên tuyến tàu Oosara-Sugimori. Một ngày mưa, Kaoru gặp Anzu Hanashiro bị ướt sũng ở ga xe lửa. Kaoru cố gắng đưa cho cô chiếc ô của mình, trong đó cô tiết lộ rằng mình không có cha mẹ, điều mà Kaoru nói với cô là "điều đó thật là tốt". Anzu nhận chiếc ô và họ trao đổi số điện thoại.
Ngày hôm sau, giáo viên của Kaoru tiết lộ Anzu là học sinh mới chuyển đến từ Tokyo, trước sự ngạc nhiên của Kaoru. Bất chấp những nỗ lực hết mình của cả lớp để khiến cô cảm thấy được chào đón, bản chất lạnh lùng của Anzu đã từ chối họ, cuối cùng thu hút sự chú ý của một nữ sinh xấu tính Koharu Kawasaki trong lớp, người đã cố tình làm rơi cuốn truyện tranh của Anzu. Trước sự ngạc nhiên của mọi người, Anzu đấm Koharu làm mũi cô chảy máu. Trở về nhà vào tối hôm đó, cha của Kaoru ngược đãi anh trong cơn say rượu, cáo buộc mẹ cậu đã bỏ rơi họ và chính Kaoru phải chịu trách nhiệm về cái chết của em gái cậu, Karen, yêu cầu Kaoru đưa Karen trở lại và tuyên bố rằng ông có thể từ bỏ mạng sống của cậu để mang Karen (con gái ông) về. Kaoru sợ hãi nên bỏ chạy ra khỏi nhà và tình cờ tìm thấy Đường hầm Urashima. Cậu ta mang về một trong những chiếc dép của Karen và con vẹt cưng đã chết của cậu. Cậu phát hiện ra rằng ở thời gian ngắn bên trong đường hầm, bên ngoài đã trôi qua một tuần.
Ngày hôm sau, Kaoru vào lại đường hầm và tìm thấy Anzu ở bên trong. Họ đồng ý làm việc cùng nhau để thực hiện mong ước của cả hai. Trong nhiều tuần, mối quan hệ của họ phát triển. Cặp đôi phát hiện ra rằng cứ 3 giây trong đường hầm tương đương với 2 giờ ở bên ngoài. Trong một đi chơi ở thủy cung, Anzu thừa nhận rằng cô sợ đường hầm. Cậu kể về ước muốn của mình: Kaoru và em gái Karen cãi nhau vì một chuyện nhỏ nhặt nên Karen cố trèo cây để bắt một con bọ tê giác, bù đắp cho cậu thì cô bé không may đã ngã và chết. Kaoru mong muốn mang cô bé về lại.
Kaoru và Anzu vào đường hầm với mục tiêu quay trở lại sau 108 giây, 3 ngày ở bên ngoài. Họ lấy được một chồng giấy tờ, nhưng lại vượt quá giới hạn và ở bên trong hơn 2 phút. Vì lúc đó là 4 giờ sáng nên cả hai đồng ý đến chỗ Anzu cho đến khi trời sáng. Khi ở đó, Anzu giải thích mong muốn của mình: ông nội cô là một họa sĩ truyện tranh không thành công về mặt tài chính, người trở thành gánh nặng cho cha mẹ Anzu. Khi Anzu nói với bố mẹ ước mơ trở thành họa sĩ của mình, họ đã đuổi cô ra khỏi nhà. Anzu mong muốn đạt được tài năng sẽ giúp cô trở thành một họa sĩ truyện tranh thành công và ghi dấu ấn trên thế giới. Chồng giấy họ lấy được là một cuốn truyện tranh cũ mà cô lúc bé Anzu viết và bị cha cô ném vào thùng rác. Kaoru nhất quyết đọc nó và phát hiện ra rằng Anzu vốn đã có tài.
Một đêm sau buổi hẹn hò ở lễ hội mùa hè, Kaoru trở về nhà và thấy cha mình cùng một người phụ nữ mới, mẹ kế của cậu. Ngày hôm sau, anh thuyết phục Anzu hoãn chuyến đi cuối cùng vào đường hầm, nhưng bản thân Kaoru cũng biến mất ngay sau đó. Lo sợ điều tồi tệ nhất xảy ra, Anzu đi đến Đường hầm Urashima, nhận được tin nhắn từ Kaoru tiết lộ rằng đường hầm không thể ban điều ước mà chỉ khôi phục lại những gì đã mất. Cậu cầu xin cô trở thành một họa sĩ truyện tranh, để Kaoru có thể xem truyện tranh của cô khi cuối cùng cậu ra khỏi đường hầm. Anzu rất đau lòng và rơi nước mắt thừa nhận rằng cô chỉ muốn ở bên cậu.
Bên trong đường hầm, Kaoru thấy mình ở một không gian hư cấu, nơi cậu đoàn tụ với em gái mình một ngày sau khi cô qua đời, nhưng bắt đầu nhận được tin nhắn từ bên ngoài, một điều trước đây đã được chứng minh là không thể. Em gái cậu ấy nói rằng cô bé sẽ hạnh phúc miễn là anh trai mình ở bên người anh ấy yêu. Kaoru nhận ra mình muốn ở bên Anzu; cậu chấp nhận và bước tiếp sau cái chết của em gái mình.
Bên ngoài, 8 năm đã trôi qua. Anzu là một họa sĩ truyện tranh thành công ở mức độ vừa phải nhưng cay đắng và mệt mỏi. Một ngày nọ tại ga xe lửa nơi Kaoru và Anzu gặp nhau lần đầu, Anzu suy sụp và nói rằng cô luôn nghĩ về anh. Cô nhận được tin nhắn từ Kaoru; nghĩ rằng anh đã rời khỏi đường hầm, cô ấy chạy đến gặp anh lần nữa.
Kaoru trượt chân và rơi vào trong đường hầm nhưng tỉnh dậy và nhìn thấy Anzu. Họ trao nhau nụ hôn những 2 lần và Kaoru rời khỏi đường hầm sau 13 năm 102 ngày kể từ lần đầu tiên anh bước vào.

## Nhân vật
Tōno Kaoru (塔野カオル)
Lồng tiếng bởi: Suzuka Oji
Nhân vật chính của bộ phim, một nam sinh trung học. Có vẻ cậu khá sống nội tâm, gia đình cậu từng đầy đủ 4 người cho tới khi Kaoren, em gái cậu chết dẫn đến cuộc ly hôn của mẹ cậu. Sau khi tìm thấy đường hầm Urashima, cậu nghĩ đến việc tìm lại người em gái đã chết của mình.
Hanashiro Anzu (花城あんず)
Lồng tiếng bởi: Iitoyo Marie
Nữ chính của bộ phim, người mà Kaoru nghĩ là cô gái kỳ lạ cậu gặp nhau ở ga xe lửa và trao đổi thông tin liên lạc. Tiết lộ cô chuyển đến trường cậu từ Tokyo, một cô gái mạnh mẽ và thẳng thắn. Cô có ước mơ được trở thành họa sĩ manga như ông của cô, truyền cảm hứng từ bộ manga ông đã vẽ.
Kaga Shōhei (加賀翔平)
Lồng tiếng bởi: Hatanaka Tasuku
Một bạn cùng lớp của Kaoru, ngồi phía trên cậu. Anh hay trêu đùa là Kaoru và Anzu, nữ sinh mới chuyển đến đang hẹn hò.
Kawasaki Koharu (川崎小春)
Lồng tiếng bởi: Komiya Arisa
Nữ sinh học cùng lớp với Kaoru, cô bực mình vì tính cách kiêu ngạo của Anzu nên đã gây sự và bị Anzu cho một đấm vào mặt đến mức chảy máu mũi. Sau đó thì cô và Anzu đã giải hòa.
Hanamoto-sensei (浜本先生)
Lồng tiếng bởi: Terui Haruka
Giáo viên của lớp Kaoru, người ngạc nhiên trước tính cách thờ ơ của Anzu.
Cha của Kaoru (カオルの父)
Lồng tiếng bởi: Koyama Rikiya
Một người cha nghiện ngập rượu và hay đánh đập Kaoru, đổ lỗi cho cậu sau cái chết của em gái. Mặc dù ông sẽ xin lỗi cậu sau khi hết say nhưng vẫn vô tâm với cậu.
Tōno Karen (塔野カレン)
Lồng tiếng bởi: Kobayashi Seiran
Em gái của Kaoru, đã chết trong một vụ tai nạn leo cây cách đây 5 năm. Cô bé hoạt bát và tốt bụng, rất quan tâm tới anh trai mình. Cô bé còn ước mơ dang dở là làm mọi người trên thế giới ai cũng được hạnh phúc.

## Truyền thông

### Light novel
Natsu e no Tonneru, Sayonara no Deguchi, được viết bởi Hachimoku Mei và minh họa bởi Kukka, tiểu thuyết được Shogakukan phát hành dưới ấn hiệu Gagaga Bunko vào ngày 18 tháng 7 năm 2019.
Vào tháng 7 năm 2021, Seven Seas Entertainment thông báo họ đã cấp phép để light novel phát hành bản tiếng Anh ở Bắc Mỹ. Bản tiếng Anh của light novel được phát hành vào ngày 10 tháng 5, 2022.

### Manga
Một bộ manga chuyển thể từ tiểu thuyết, Natsu e no Tonneru, Sayonara no Deguchi Gunjō (夏へのトンネル、さよならの出口　群青), minh họa bởi Koudon, đăng tải trên tạp chí seinen manga của Shogakukan, Monthly Sunday Gene-X từ ngày 18 tháng 7 năm 2020. Bộ truyện cũng được xuất bản trên nền tảng MangaONE. Phần đầu tiên trong số hai phần được phát hành vào ngày 1 tháng 10 năm 2021. Shogakukan đã tổng hợp các chương của tác phẩm thành các tập tankōbon riêng lẻ. Tập đầu tiên được phát hành vào ngày 18 tháng 12 năm 2020. Vào ngày 17 tháng 12 năm 2021, bốn tập đã được phát hành.
Vào tháng 7 năm 2021, Seven Seas Entertainment thông báo rằng họ đã cấp phép cho manga phát hành tiếng Anh tại Bắc Mỹ, bắt đầu xuất bản từ tháng 7 năm 2022.

#### Danh sách tập
| # | Ngày phát hành Tiếng Nhật | ISBN Tiếng Nhật   |
| - | ------------------------- | ----------------- |
| 1 | 18 tháng 12, 2020         | 978-4-09-157619-4 |
| 2 | 18 tháng 5, 2021          | 978-4-09-157632-3 |
| 3 | 19 tháng 8, 2021          | 978-4-09-157648-4 |
| 4 | 17 tháng 12, 2021         | 978-4-09-157666-8 |

### Anime điện ảnh
Bản chuyển thể anime điện ảnh của tiểu thuyết được công bố vào ngày 15 tháng 12 năm 2021. Phim do CLAP sản xuất, Taguchi Tomohisa viết kịch bản và đạo diễn, Yabuki Tomomi thiết kế nhân vật và làm giám đốc hoạt họa, phần soạn nhạc do Fuuki Harumi thực hiện. Bộ phim được tiết lộ sẽ công chiếu tại Nhật Bản vào ngày 9 tháng 9 năm 2022. Bài hát chủ đề mở đầu của phim là "Finale." (フィナーレ。 Fināre.) do Eill thể hiện. Phim được phát hành dưới dạng Blu-ray vào ngày 24 tháng 5 năm 2023

## Đón nhận
Bộ phim chuyển thể đã giành được Giải thưởng Paul Grimault tại Liên hoan phim hoạt hình quốc tế Annecy năm 2023. Trên Rotten Tomatoes, bộ phim có tỷ lệ tán thành là 100%, dựa trên tám bài phê bình. Viết cho The Guardian, Phil Hoad cho bộ phim 3/5 sao, mô tả cốt truyện đơn giản nhưng hoạt hình như "một thứ gì đó khác", ghi lại "sự trọng đại của mối tình đầu". 

### Giải thưởng

#### Light novel
| Giải thưởng                | Ngày trao giải | Hạng mục | Người/tác phẩm chiến thắng/đề cử        | Kết quả | T.k    |
| -------------------------- | -------------- | -------- | --------------------------------------- | ------- | ------ |
| Kono Light Novel ga Sugoi! | 2020           | Bunko    | Natsu e no Tonneru, Sayonara no Deguchi | Thứ 9   | [ 16 ] |
| Kono Light Novel ga Sugoi! | 2020           | Mới      | Natsu e no Tonneru, Sayonara no Deguchi | Thứ 5   | [ 16 ] |